# Kombination (Orgel)

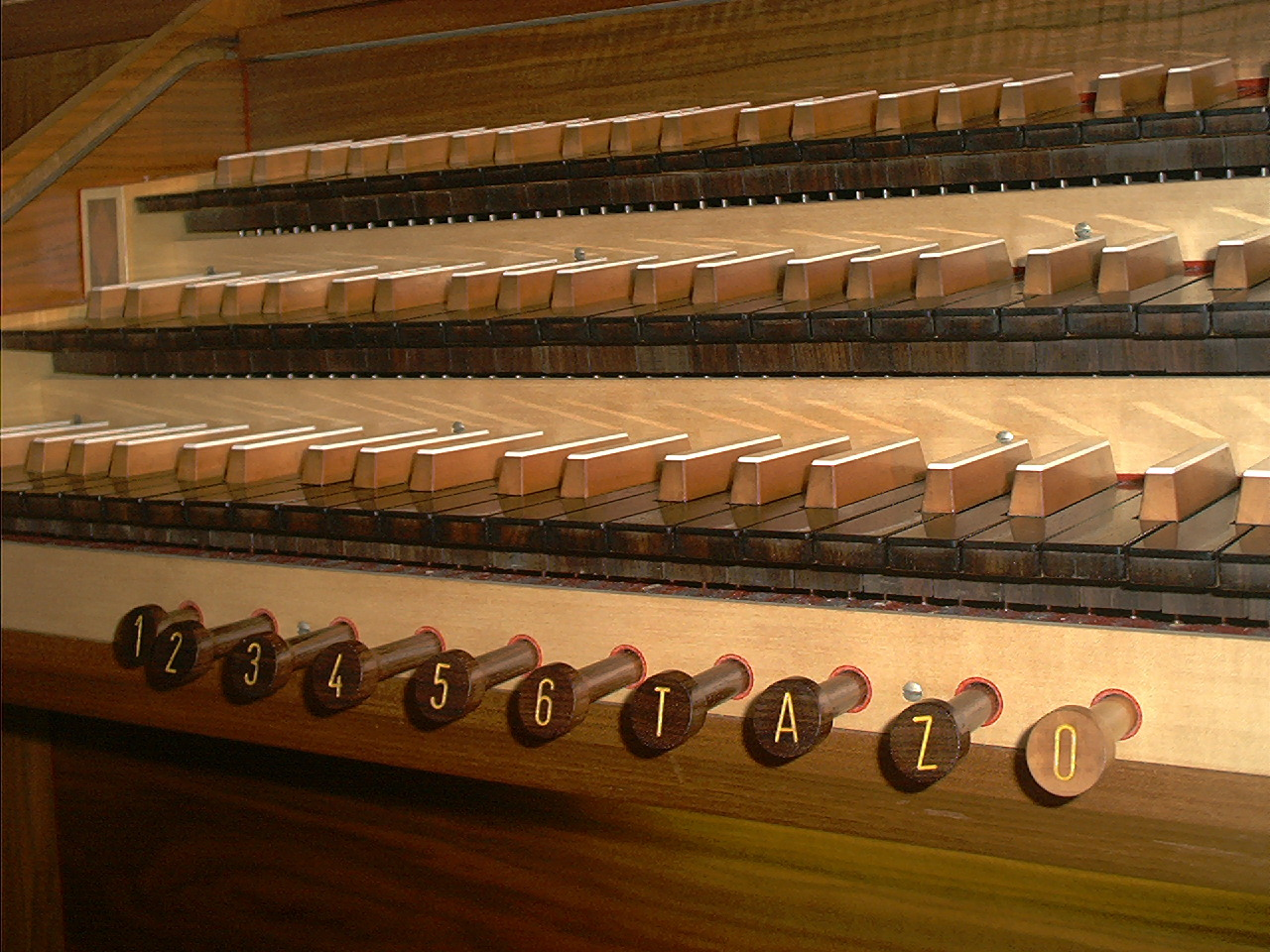
Druckknöpfe für Kombinationen am Spieltisch einer Orgel

Eine Kombination ist bei der Orgel eine Spielhilfe, mit welcher der Organist eine vorher festgelegte Registrierung aktiviert, um während des Orgelspiels schnell Klangfarbe und/oder Tonstärke verändern zu können. Besonders bei Orgeln mit einer großen Anzahl von Registern würde das manuelle Umregistrieren während des Spiels zu lange dauern und gegebenenfalls den Einsatz einer weiteren Person, eines Registranten, erfordern.
Voraussetzung ist in der Regel eine elektrische oder pneumatische Registertraktur zur Steuerung der Register. Es existieren auch Kombinationen bei Orgeln mit mechanischer Registertraktur, jedoch sind die dafür notwendigen mechanischen Kombinationsapparate sehr aufwendig herzustellen und daher selten. Daher wird bei größeren Orgeln mit mechanischer Registertraktur mitunter ein zusätzlicher elektrischer Antrieb für jedes Register vorgesehen, der das Register bei Einsatz einer Kombination betätigt.
Man unterscheidet freie und feste Kombinationen. Absteller, Sperrventile und Einführungstritte können ähnliche Wirkungen haben wie feste Kombinationen, sind jedoch eigene Formen von Registrierhilfen (siehe unten).
Das Dynamisieren des Orgelklanges durch das auf einen „Knopfdruck“ oder das automatisierte sequentielle gleichzeitige Ein- bzw. Ausschalten mehrerer Register benötigt eine entsprechende steuerungstechnische Einrichtung. Schaltungen hierfür wurden erst mit der Einführung pneumatischer Trakturen im 19. Jahrhundert ermöglicht. Mit der nachfolgenden Entwicklung von elektrischen Trakturen konnten komplexere elektromechanische Schaltungen realisiert werden. Die Einführung elektronischer Schaltungen am Ende des 20. Jahrhunderts erweiterte die Möglichkeiten nochmals um ein Vielfaches.

## Feste Kombinationen
Feste Kombinationen sind Registerkombinationen, die vom Orgelbauer festgelegt wurden und vom Spieler nicht verändert werden können. Üblich sind dynamische Abstufungen wie pp, p, mf, f, ff und Plenum oder Tutti. Solche festen Kombinationen haben ihre Geschichte und Herkunft in der pneumatischen und mechanischen Registertraktur (deutsch-romantische Orgel) und werden heute mit Ausnahme von Generalabsteller und Tutti nicht mehr gebaut.
Der Kollektivzug oder Gruppenzug ist ein Sonderfall, da er meist nicht das Klangbild der gesamten Orgel ändert, sondern oft nur auf einen Teilbereich wirkt. An der großen Orgel im Ratzeburger Dom gibt es z. B. drei Kollektivzüge (für Prinzipale, Mixturen und Zungen), die jeweils alle zugehörigen Register von Hauptwerk und Pedalwerk gleichzeitig ein- oder ausschalten, alle übrigen Register bleiben so wie vorher gezogen. Damit unterscheidet er sich vom Appel (s. u.), der spezielle Registergruppen zum Erklingen freischaltet. Bei kleinen Orgeln wirkt in der Regel ein einzelner Tritt als „Tuttizug“.
Das Registercrescendo ist nichts anderes als eine vom Orgelbauer festgelegte Folge von festen Kombinationen, die nacheinander abgerufen werden können. In der Regel bleiben dabei aber die Schalter für die Handregister weiterhin aktiv (siehe Absteller).

## Freie Kombinationen
Freie Kombinationen sind vom Organisten nach Belieben wählbar.

### Klassische freie Kombination

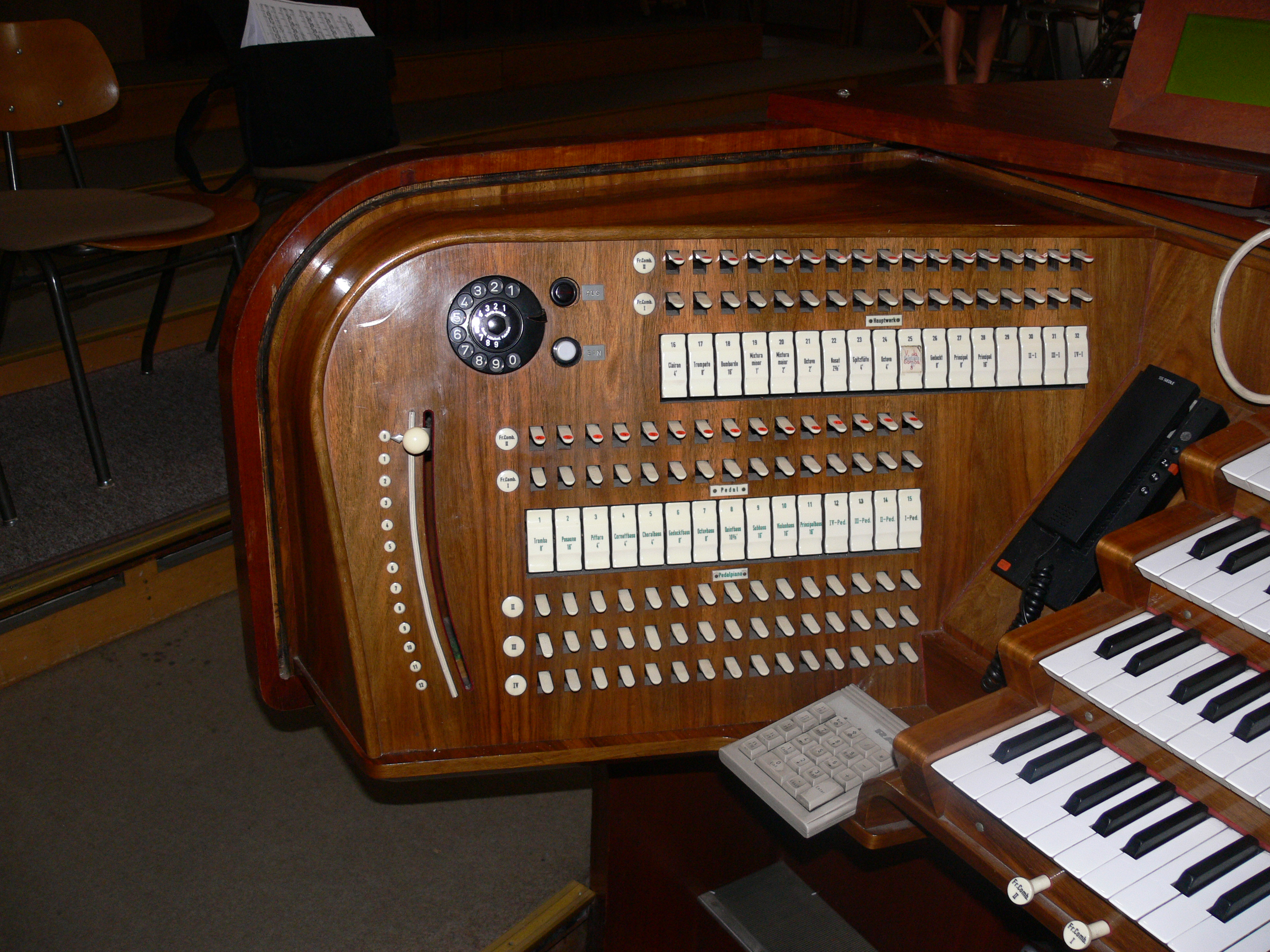
Oberhalb der Registerwippen zwei Reihen kleiner Schalter für freie Kombinationen, unterhalb der Pedalregister drei Reihen für die Pedalumschaltung, Spieltisch Liebfrauenkirche Ravensburg

Eine freie Kombination ist ein weiterer, meistens kleiner, „Schaltersatz“ am Spieltisch. Per Knopfdruck oder Piston werden die in der entsprechenden Kombination gewählten Register aktiviert, die nicht gewählten deaktiviert. Während eine Kombination aktiv ist, können die Handregister beliebig verändert werden. Manche freie Kombination bietet die Möglichkeit, die Handregister zusätzlich erklingen zu lassen (+Handregister).
In der Regel sind zwei bis vier freie Kombinationen üblich, es gibt jedoch auch Ausführungen mit bis zu acht und mehr Kombinationen, was aber, aufgrund der notwendigen zusätzlichen Menge an Schaltern, schnell unübersichtlich wird.

### Freie Pedalkombination
Nicht selten findet man zusätzlich zu den freien Kombinationen, die auf alle Teilwerke der Orgel wirken, noch freie Pedalkombinationen, bei denen nur die Pedalregistrierungen voreingestellt werden können.
Diese, teilweise Pedalumschaltung (abgekürzt PU) genannten, zusätzlichen Kombinationen gab es auch in einer raffinierten, einem Manual zugeordneten, automatischen Variante (auch als automatisches Pianopedal bezeichnet und ca. 1906 erfunden). Diese Spielhilfe aktiviert, sobald eine Taste auf dem entsprechenden Manual gedrückt wird, die Registrierung der zugehörigen Pedalumschaltung. Auf einer Orgel mit drei Manualen und Pedal waren bis zu zwei automatische Pedalumschaltungen möglich (PU für Manual II und PU für Manual III). Sobald aber eine Taste des I. Manuals gedrückt wird, erklingen wieder die vorher gewählten Register, egal ob Handregister oder eine freie oder feste Kombination.

### Setzerkombination
Hier befindet sich hinter den Registerschaltern ein Speicher (früher über Relais, heute elektronisch realisiert). Mittels eines Setzerknopfes („Setzer“) wird die per Handregister gewählte Registrierung auf einem bestimmten Speicherplatz abgelegt oder „gesetzt“. Auf diese Weise können je nach Speicherausbau heute bis zu mehrere Tausend Registrierungen gespeichert werden. Inzwischen sind bei Neubauten auch Setzeranlagen mit externen Speichermöglichkeiten (z. B. mit USB-Anschluss) in Gebrauch, um die Kombinationen dauerhaft zu sichern oder verschiedenen Organisten verschiedene Speicher zuzuordnen. Es gibt darüber hinaus auch Software, mit der sich diese Kombinationen dann am heimischen PC bearbeiten lassen. Die Kombinationen sind zum einen einzeln direkt per Handtaster oder Piston, zum anderen nacheinander über einen Sequenzer (Schrittschalter) abrufbar. Dies sind Taster (meistens zwei, jeweils ein Taster für „vorwärts/auf“ und „rückwärts/ab“), mit dem die Speicherplätze der Reihe nach abgerufen werden können. In der Regel sind solche Tasterpaare mehrfach, z. B. für Hand- und Fußbetätigung oder zusätzlich für einen Registranten vorhanden.
Es gab auch mechanische Setzer nach Systemen von Rieger-Heuss und Aug. Laukhuff, die allerdings sehr komplex und damit gleichermaßen kostspielig wie fehleranfällig waren.
Während es im deutschen und französischen Orgelbau üblich ist, Kombinationen aller Art so anzulegen, dass sie jeweils auf alle Teilwerke einer Orgel wirken, verfügen englische und amerikanische Orgeln meist über separate Kombinationen (sogenannte „Divisionals“) für jeweils ein Teilwerk, je nach Orgelgröße zwischen drei und acht pro Manual und Pedal, die untereinander noch einmal gekoppelt werden können („Divisional couplers“).

## Sonstige Registrierhilfen

### Absteller
Absteller erlauben, wie der Name erkennen lässt, das Abstellen aller Register (Generalabsteller), einzelner Registergruppen (Mixturen- oder Zungenabsteller) oder ganz gezielt eines einzelnen Registers. Falls (zum Beispiel) ein Zungenregister sehr verstimmt ist, verhindert der Einzelabsteller dessen Erklingen, auch wenn das Register eigentlich per Hand, durch eine Kombination oder den Registerschweller eingeschaltet würde. Absteller werden in ihrer Funktion immer umkehrbar gebaut, das heißt, die gewählte Registrierung bleibt vorhanden und wird nach dem Ausschalten des Abstellers wieder hergestellt. In Verbindung mit dem Registercrescendo findet sich auch häufig ein Absteller für die Handregister (richtiger: für die Handregisterschalter), da diese sonst zusätzlich erklingen würden.
Einen Generalabsteller (oft einfach nur mit „0“ gekennzeichnet), der auf Knopfdruck alle Register abstößt, besitzt heute jede neuere Orgel mit elektrischer Registertraktur. Anders als bei den übrigen Abstellern bewirkt seine erneute Betätigung jedoch nicht die Rückkehr zum vorigen Zustand. Die vorherige Registrierung geht in der Regel verloren, so dass er nicht als Spielhilfe, sondern eher als einen Art „Reset“ betrachtet werden kann. Die Orgel wird in einen passiven und „ungefährlichen“ Grundzustand gebracht, so dass ein unbeabsichtigtes Betätigen der Klaviaturen keine Töne erklingen lässt.

### Sperrventile

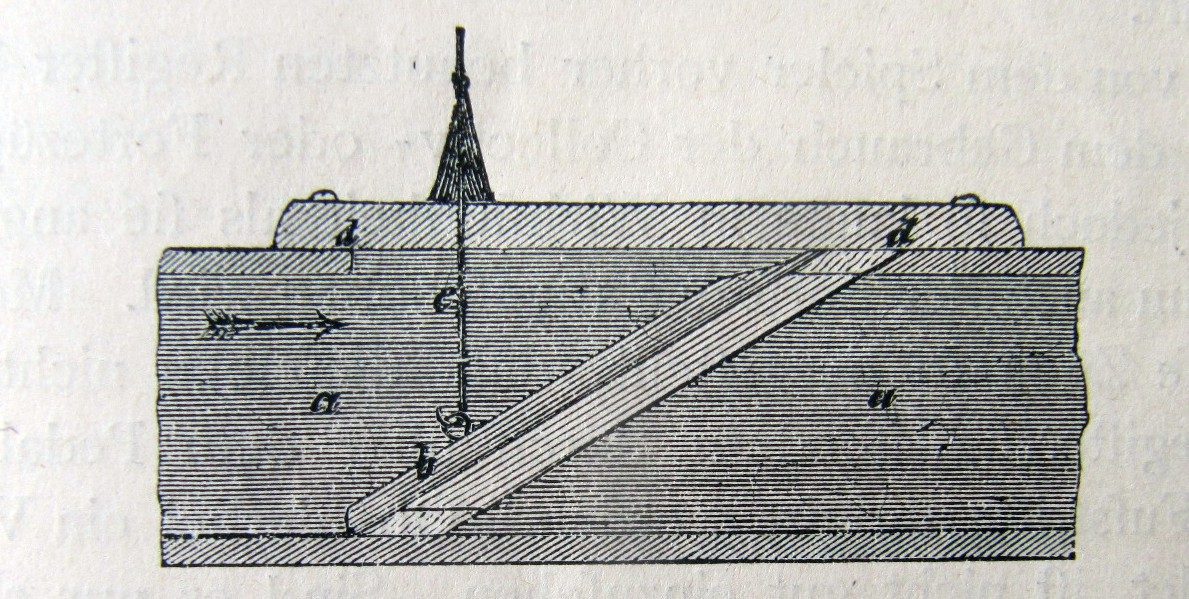
Sperrventil in der Lade einer Orgel

Sperrventile in Orgeln sind nur indirekt als Kombination zu betrachten. Sie dienen dazu, einzelne Teilwerke komplett an- und abzuschalten, indem die Windzufuhr zu ihnen unterbrochen wird. In größeren historischen Orgeln insbesondere des Barock finden sich oft Windsperrventile, mithilfe derer der Windfluss immer nur zu den Teilwerken gelenkt wird, die auch akut benötigt werden. Dadurch konnte der (seinerzeit noch mit Menschenkraft erzeugte und grundsätzlich eher knappe) Wind ökonomischer ausgenutzt und ggf. Undichtigkeiten umgangen werden. Große Orgeln verfügen auch bisweilen über zwei getrennte Pedalladen, von denen eine die kräftigeren und die andere die schwächeren Register enthält. Über zwei Sperrventile kann die Windzufuhr für jedes Teilwerk getrennt angeschaltet werden. Damit ist ein schneller Lautstärke- und Klangfarbenwechsel ohne umständliches Umregistrieren möglich. Zudem sind vor allem in den Barockorgeln auf der iberischen Halbinsel oft mehr Teilwerke als Manuale vorhanden. Diese werden über Sperrventile nach Bedarf auf die vorhandenen Manuale zugeschaltet. In Verbindung mit der bei diesen Instrumenten üblichen Schleifenteilung bei c1/cis1 bieten selbst einmanualige Orgeln einen zum Teil ungewöhnlich großen Klangfarbenreichtum und erlauben somit ein entsprechend klangvariables Spiel. In der heutigen Zeit verlieren die Sperrventile mit dem Aufkommen elektronischer Setzer an Bedeutung.

### Einführungstritte
Diese schalten ebenso wie die Sperrventile bestimmte Registergruppen an und ab. Diese werden jedoch nicht als eigene Teilwerke verstanden, sondern nach ihrer Funktion gruppiert. Verbreitet waren solche Einrichtungen in Frankreich und Italien (Tiratutti). Während in den französischen Orgeln der Romantik (vgl. Aristide Cavaillé-Coll) die Teilwerke immer in zwei Gruppen, die „Jeux de Fond“ (Grundstimmen) und die „Jeux d’Anches“ (Zungenstimmen und Mixturen) unterteilt wurden und Letztere über Sperrventile, die sog. „Appels“ an- und abgeschaltet werden konnten, dient das italienische „Tiratutti“ dazu, alle zum Ripieno gehörenden Einzelregister auf einmal einzuschalten.